# Ciacco
O Ciacco é um dos personagens da Divina Comédia ainda não totalmente delineados historicamente. No Inferno, ele se apresenta deste modo para Dante:
«Vós, Florentinos, me chamastes Ciacco:

Por ter da gula a intemperança amado,

À chuva peno enregelado e fraco.»

(Inferno, VI, 52-54).

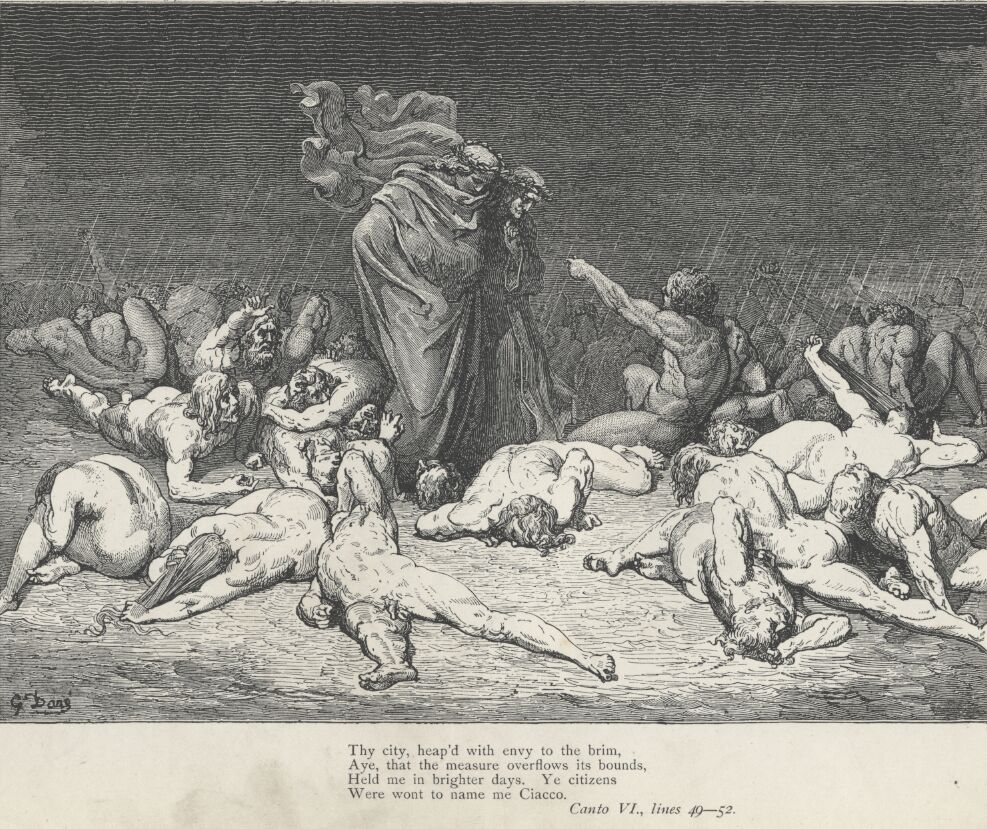
Dante encontra o Ciacco. Gravura de Gustave Doré.

Essa introdução dá margem a várias interpretações. Um dos mais antigos comentadores da Divina Comédia, Buti, sugere uma natureza depreciativa deste nome: "Diz-se que Ciacco é nome de porco, donde ele era chamado assim pela sua gulosidade". Entretanto, estudiosos modernos descartam esta opção e sugerem que Ciacco pode ser um diminutivo de Giacomo ou Iacopo, ambos nomes comuns na época, por influência do francês Jacques.
Giovanni Boccaccio faz de Ciacco o protagonista da oitava novela da nona jornada do Decamerão, descrevendo-o como «homem gulosíssimo como ninguém outro já o foi ... sendo, do resto, bem-acostumado e cheio de gestos belos e agradáveis», confirmando esta opinião nas suas Exposições sobre a Comédia, sem, entretanto, dizer seu verdadeiro nome. É difícil de dizer se Boccaccio tinha fontes atendíveis, mas este nome nunca foi encontrado na literatura antes de Dante. Segundo Vittorio Sermonti, estudioso da Divina Comédia, deve-se descartar a hipótese de que este seja um Ciacco dell'Anguillaia do qual velhos códices conservam o nome e alguns contrastes campestres.
O Ciacco pronuncia a primeira profecia sobre os acontecimentos políticos de Florença nos versos 58 - 75 (a segunda será de Brunetto Latini Inf. XV, 68) e anuncia a Dante a sorte de um grupo de florentinos ilustres da geração passada «que da virtude o amor inquieta» (Inf. VI, 81): Farinata degli Uberti, Arrigo, que não se menciona mais na Comédia, Mosca dei Lamberti, Tegghiaio Aldobrandi e Jacopo Rusticucci.